# アイザック・ヘイデン
アイザック・スコット・ヘイデン（Isaac Scot Hayden、1995年3月22日 - ）は、イングランド・チェルムスフォード出身のプロサッカー選手。ポーツマスFC所属。ポジションはMF。

## クラブ経歴
サウスエンド・ユナイテッドFCでプレーを始め、後にアーセナルFCの下部組織に移籍。2013年9月のフットボールリーグカップ・ウェスト・ブロムウィッチ・アルビオンFC戦でトップチームデビュー。
2015年7月、出場機会を求めハル・シティAFCにレンタル移籍。
2016年7月、ニューカッスル・ユナイテッドFCに移籍。ラファエル・ベニテスに信頼され、ニューカッスルのプレミアリーグ復帰に貢献。その後も主力として出場していたが、2019年1月に早産児の娘の成長を見守るために退団を希望。しかしチームが代役を獲得できなかったため叶わなかった。
2019-20シーズンも新監督のスティーヴ・ブルースに信頼されたが、第7節のレスター・シティFC戦で前半43分に退場し、5-0の大敗の要因を作った。

## 代表歴
各年代でイングランド代表に選出されている。
2024年11月15日、2024-25 CONCACAFネーションズリーグのアメリカ合衆国代表戦でジャマイカ代表として初出場。

## タイトル
ニューカッスル・ユナイテッド
- フットボールリーグ・チャンピオンシップ：2016-17